# Mercure (roman)
Pour les articles homonymes, voir Mercure.
Mercure est le sixième roman d’Amélie Nothomb, paru en 1998 chez Albin Michel.

## Résumé
Sur une île, un vieux monsieur et une jeune fille vivent à l'abri de tout reflet. Une infirmière survient pour soigner la jeune fille. Tandis que des relations de plus en plus confiantes se nouent entre elles, l'infirmière découvre les éléments d'un mystère et d'un drame qui tiennent à l'étrange loi que le vieil homme fait régner sur l'île.

## Commentaires
- Comme Cosmétique de l’ennemi, Mercure est un roman dont le rythme repose en particulier sur le secret final. Les dialogues tiennent une place très importante, comme dans d’autres romans d’Amélie Nothomb, notamment Hygiène de l’assassin. L’intrigue est simple comme dans un roman policier et permet de développer des idées chères à Amélie Nothomb, comme la peur de la différence, l’apparence physique et le secret dans les rapports humains[2].

- Ce roman présente la particularité d'avoir deux dénouements proposés.

- Dans Mercure, le mercure a à la fois un rôle symbolique, mythologique (Mercure étant le Dieu des médecins= Françoise est infirmière et soigne Hazel  et Dieu messager = Françoise devient en quelque sorte la messagère de Loncours) et physique (prendre la température et faire reflet comme dans un miroir).
- Le roman consiste en la réécriture de trois contes de fées : « La Belle et la Bête, modèle antérieur dominant, facilement perceptible par le lecteur, et, d’autre part, de deux contes sous-jacents, exploitant ex negativo le mythe de la jeune femme en attente d’être sauvée par le prince charmant : Cendrillon immobilisée par sa prétendue laideur et La Belle au bois dormant, inconsciente »[3].